# Herbertsmithite
La herbertsmithite è un minerale.